# Oligodon unicolor
Oligodon unicolor este o specie de șerpi din genul Oligodon, familia Colubridae, descrisă de Felix Kopstein în anul 1926. A fost clasificată de IUCN ca specie cu risc scăzut. Conform Catalogue of Life specia Oligodon unicolor nu are subspecii cunoscute.